# La familia
La familia é uma telenovela mexicana, produzida pela Televisa e exibida em 1966 pelo Telesistema Mexicano.

## Elenco
- Virginia Gutiérrez
- Jorge Lavat
- Irma Lozano
- Enrique Aguilar